# Jovo Bećir
Jovo Bećir (cirílico serbio: Јово Бећир) (14 de septiembre de 1870; Njeguši, Principado de Montenegro-Campo de concentración de Jasenovac, Estado Independiente de Croacia; 1942) fue un general de brigada montenegrino y coronel del Ejército Real Yugoslavo.

## Biografía
Bećir fue general de brigada en el Ejército Real de Montenegro durante la Campaña de Montenegro de la Primera Guerra Mundial. El 25 de enero de 1916, fue uno de los firmantes de la capitulación montenegrina después de la Batalla de Mojkovac.
Fue coronel del Ejército del Reino de Yugoslavia en el período de entreguerras. Aunque retirado, fue activado al comienzo de la invasión de Yugoslavia en 1941. Después de la derrota de las fuerzas yugoslavas, fue capturado y luego liberado debido a la intervención de la reina Elena, pero después rechazó participar en la gobernación italiana de Montenegro, fue nuevamente capturado a finales de 1941 por unidades fascistas croatas conocidas como Ustaša y llevado al campo de concentración de Jasenovac, donde fue asesinado en 1942.